# San Marino Calcio 2011-2012
Questa pagina raccoglie le informazioni riguardanti il San Marino Calcio nelle competizioni ufficiali della stagione 2011-2012.

## Rosa
| N. |                   | Ruolo | Calciatore           |
| -- | ----------------- | ----- | -------------------- |
|    | Italia (bandiera) | C     | Francesco Amantini   |
|    | Italia (bandiera) | P     | Francesco Casolla    |
|    | Italia (bandiera) | A     | Emanuele Chiaretti   |
|    | Italia (bandiera) | D     | Roberto Crivello     |
|    | Italia (bandiera) | A     | Alessandro D'Antoni  |
|    | Italia (bandiera) | D     | Pietromaria Del Duca |
|    | Italia (bandiera) | C     | Salvatore Del Sole   |
|    | Italia (bandiera) | D     | Manuel De Santis     |
|    | Italia (bandiera) | D     | Davide Farina        |
|    | Italia (bandiera) | D     | Vittorio Ferrero     |
|    | Italia (bandiera) | D     | Alessandro Fogacci   |
|    | Italia (bandiera) | A     | Gianluca Lapadula    |
|    | Italia (bandiera) | C     | Simone Loiodice      |
|    | Italia (bandiera) | C     | Luca Magnanelli      |

| N. |                   | Ruolo | Calciatore         |  |
| -- | ----------------- | ----- | ------------------ |  |
|    | Italia (bandiera) | P     | Mattia Migani      |  |
|    | Italia (bandiera) | D     | Carlo Pelagatti    |  |
|    | Italia (bandiera) | A     | Michele Pieri      |  |
|    | Italia (bandiera) | C     | Luca Pigini        |  |
|    | Italia (bandiera) | C     | Davide Poletti     |  |
|    | Italia (bandiera) | A     | Luca Rivi          |  |
|    | Italia (bandiera) | P     | Andrea Russo       |  |
|    | Italia (bandiera) | D     | Andrea Scicchitano |  |
|    | Italia (bandiera) | D     | Samuele Sorbera    |  |
|    | Italia (bandiera) | A     | Michele Tarallo    |  |
|    | Italia (bandiera) | A     | Marco Villanova    |  |
|    | Italia (bandiera) | A     | Matteo Vitaioli    |  |
|    | Italia (bandiera) | P     | Gianluca Vivan     |  |